# Pólyas förmodan

Summafunktionen av Liouvilles lambda-funktion L(n) upp till n = 10^{7}. De tydliga oskilleringarna förorsakas av det första icke-triviala nollstället av Riemanns zetafunktion.

Grafen av L(n) i regionen där Pólyas förmodan inte gäller.

Inom talteori är Pólyas förmodan en förmodan som säger att "de flesta" (50% eller mera) av de naturliga talen mindre än ett givet tal har ett udda antal primtalsfaktorer. Förmodan framlades av den ungerska matematikern George Pólya 1919 och bevisades vara falskt 1958 av C. Brian Haselgrove. 

## Förmodan
Pólyas förmodan kan skrivas med hjälp av summafunktionen av Liouvilles lambda-funktion som
{\displaystyle L(n)=\sum _{k=1}^{n}\lambda (k)\leq 0}
för alla n > 1. Här är λ(k) = (−1)Ω(k) positiv om antalet primtalsfaktorer av heltalet k är jämnt och negativt om det är udda.